# وزارة الخارجية (نيجيريا)
وزارة الخارجية النيجيرية هي هيئة قانونية تم إنشاؤها لإعادة تنفيذ عمليات صنع القرار والتنفيذ الأجنبية في نيجيريا. وهي جزء من السلطة التنفيذية للحكومة الفدرالية تم تأسيسها في عام 1961 وكان الرئيس أبوبكر تفاوبليوا قد تولى أمر قيادة وتأييد الشؤون الخارجية للدولة. ويترأس الوزارة جيوفري إنييما منذ نوفمبر 2015 بعد تولي الرئيس محمد بخاري للرئاسة في نفس السنة.

## تاريخ
وزارة الخارجية النيجيرية هي هيئة قانونية تم إنشاؤها للتعامل مع الدفع الخارجي للرؤية والمثل العليا لنيجيريا. من عام 1961 إلى عام 1965، كان جاجا واتشوكو أول وزير نيجيري موضوعي للشؤون الخارجية وعلاقات الكومنولث ، وسمي لاحقًا بالشؤون الخارجية. قبل ولاية واتشوكو، تولى السير أبو بكر تفاوابليوا، رئيس الوزراء آنذاك، منصباً كمدافع عن الشؤون الخارجية لنيجيريا من 1960 إلى 1961 عندما أنشأت حكومته منصبًا وزاريًا رسميًا للشؤون الخارجية وعلاقات الكومنولث لصالح السيد واتشوكو كوزير رائد.

## العلاقات الخارجية
منذ الاستقلال، اتسمت السياسة الخارجية النيجيرية بالتركيز على إفريقيا وبالتمسك بالعديد من المبادئ الأساسية: الوحدة الأفريقية والاستقلال؛ التسوية السلمية للنزاعات؛ عدم الانحياز وعدم التدخل المتعمد في الشؤون الداخلية للدول الأخرى؛ والتعاون الاقتصادي الإقليمي والتنمية. في السعي لتحقيق هدف التعاون الاقتصادي الإقليمي والتنمية، ساعدت نيجيريا في إنشاء المجموعة الاقتصادية لدول غرب إفريقيا (ECOWAS)، والتي تسعى إلى تنسيق الممارسات التجارية والاستثمارية لدول غرب إفريقيا الأعضاء الخمسة عشر، وفي النهاية تحقيق اتحاد جمركي Custom union كامل. خلال العقدين الماضيين، لعبت نيجيريا دورًا محوريًا في دعم السلام في إفريقيا. لقد قدمت الجزء الأكبر من القوات لبعثة الأمم المتحدة لحفظ السلام في سيراليون (UNAMSIL)، وبعثة الأمم المتحدة في ليبيريا (UNMIL)، والعديد من القوات إلى بعثة الاتحاد الأفريقي في السودان.